# Bother
Bother – ballada rockowa zespołu Stone Sour, wydana w roku 2003 jako drugi singiel, promujący płytę pod tym samym tytułem. Oryginalnie utwór ten był zrealizowany przez samego Coreya Taylora i właśnie tak został wykorzystany na ścieżce dźwiękowej do filmu Spider-Man.

## Lista utworów
1. „Bother”
2. „Rules Of Evidence”
3. „The Wicked”